# Кирш, Виктор Владимирович
Виктор Владимирович Кирш (1 сентября 1933, Куйбышев — 30 июля 2010, Самара) — советский футболист, футбольный тренер. Включён в число 33 лучших игроков «Крыльев Советов» за всю историю клуба.

## Биография
Воспитанник юношеской футбольной команды «Динамо» (Куйбышев) (первый тренер — Михаил Сенин). Дебютировал в куйбышевских «Крыльях Советов» в высшей лиге СССР в июле 1953 года в игре против московского «Локомотива». В октябре того же года сыграл в финале Кубка СССР. В 1958 получил звание мастера спорта. В 1960 ушёл из команды. Поиграв один круг чемпионата в калининградской «Балтике», в 27 лет завершил карьеру игрока. В 1972 году стал заслуженным тренером РСФСР.
Летом 2006 года начал получать ежемесячный грант, учрежденный РФС для бывших игроков и тренеров, которые внесли большой вклад в развитие отечественного футбола.
Скончался 30 июля 2010 года на 77-м году жизни.